# Pfarrkirche Sonnberg

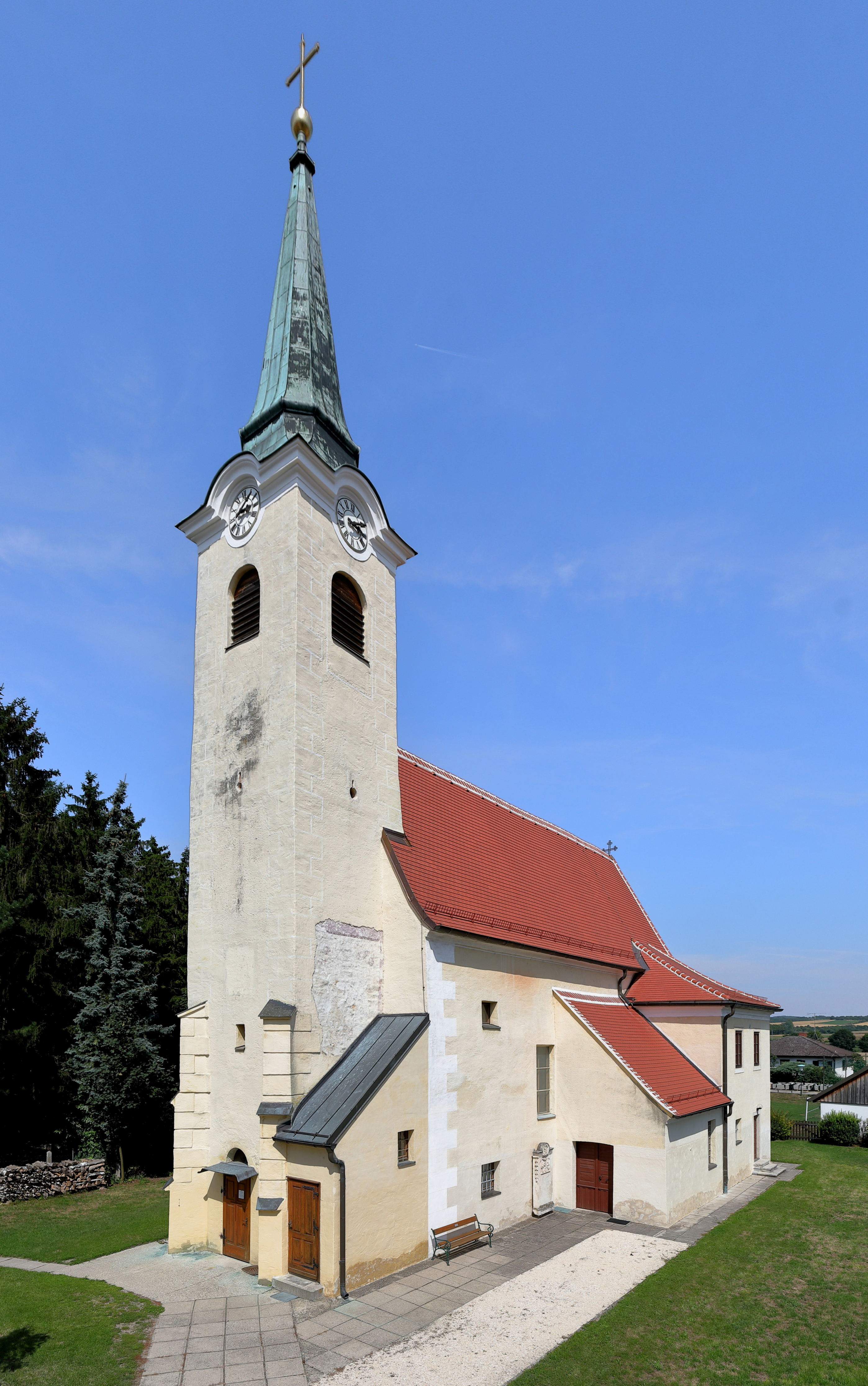
Pfarrkirche Sonnberg von Südwesten

Die Pfarrkirche Sonnberg ist eine geostete römisch-katholische Kirche in Sonnberg (Niederösterreich). Sie ist den Heiligen Peter und Paul geweiht.
Die Kirche gehört zum Dekanat Hollabrunn im Vikariat Unter dem Manhartsberg und steht unter Denkmalschutz.

## Baugeschichte
Kirchenrechtlich war die Pfarre von Sonnberg Bestandteil der Pfarre St. Agatha-Hausleiten, bis die Sonnberger sie Anfang des 13. Jahrhunderts der Mutterpfarre entfremdeten. Kirchenvogtei und Patronat blieben bei der Herrschaft Sonnberg, welche der Pfarre Hausleiten als Gegenleistung ein Gut bei Großweikersdorf und einen Hof in Oberhollabrunn übereignete. Die erste urkundliche Erwähnung der Pfarre stammt aus dem Jahre 1220. Der Legende nach soll sie von Hadmar von Sonnberg nach der Rückkehr von einem Kreuzzug gegründet worden sein, tatsächlich ist damit vermutlich die Entfremdung von Hausleiten gemeint. In der Reformationszeit erlitt die Pfarre das Schicksal vieler anderer Pfarren und verschwand. Erst aus dem Jahre 1783 findet sich wieder eine urkundliche Erwähnung über die von Kaiser Joseph II. wieder errichtete Pfarre.

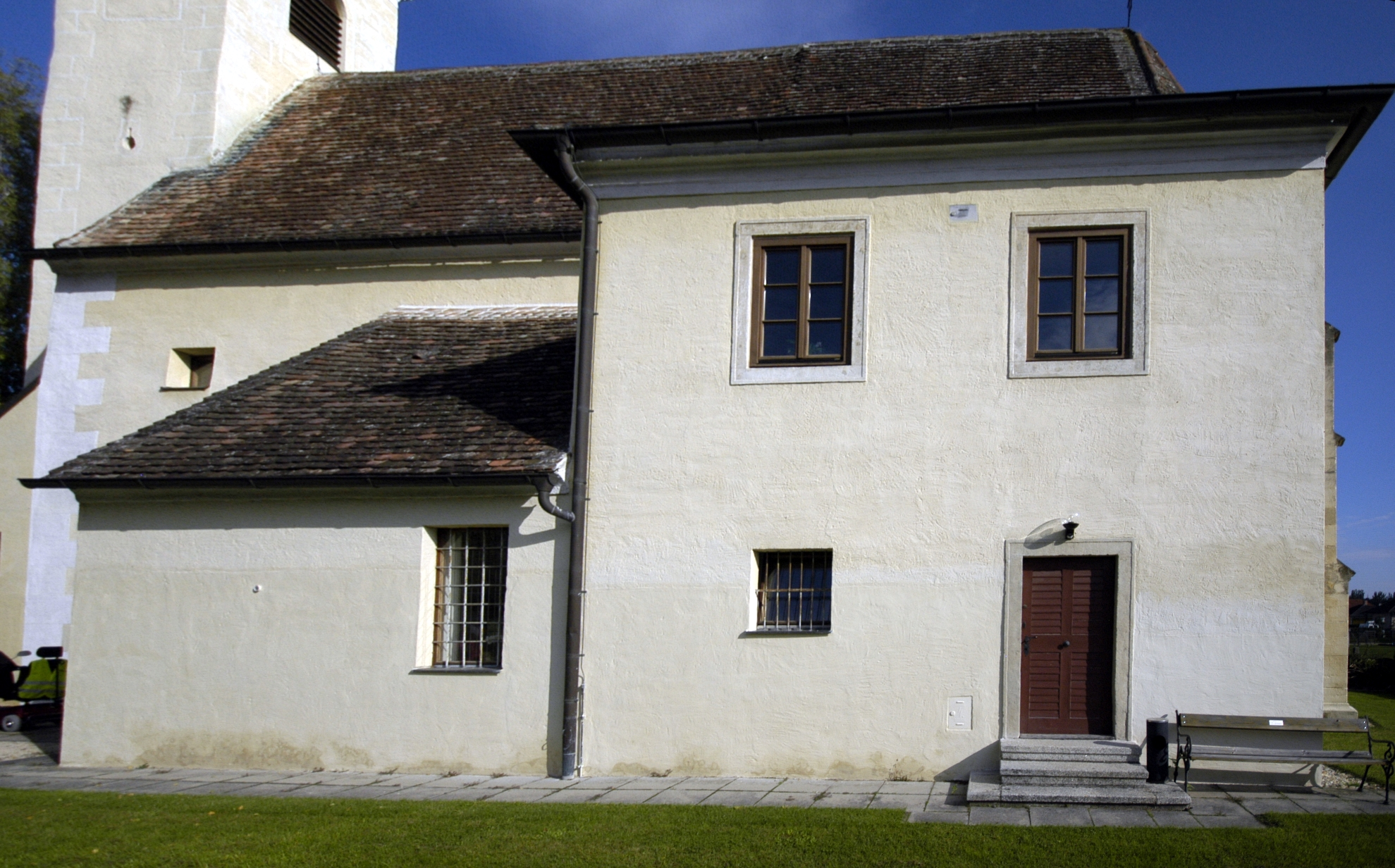
Sakristei- und Kapellenanbau

Der ursprünglich romanische Bau aus dem ersten Viertel des 13. Jahrhunderts wurde mit einem spätgotischen Turm, einem Choranbau und einer Sakristei im Süden erweitert. Die Kirche ist vom ehemaligen Friedhof umgeben. Teile der Friedhofsmauer sind noch erhalten.
Nach einem Brand in der Mitte des 18. Jahrhunderts wurde das Langhaus neu eingewölbt und die im Kern spätgotische Südsakristei aufgestockt. Im 19. Jahrhundert erfolgte die Erweiterung des Langhauses durch einen Chor in gleicher Breite und der Anbau einer Seitenkapelle im Süden, die im Jahre 1842 geweiht wurde.
Die Kirche wurde 1840/41 renoviert und im Jahre 1955 restauriert.

## Baubeschreibung

### Außen

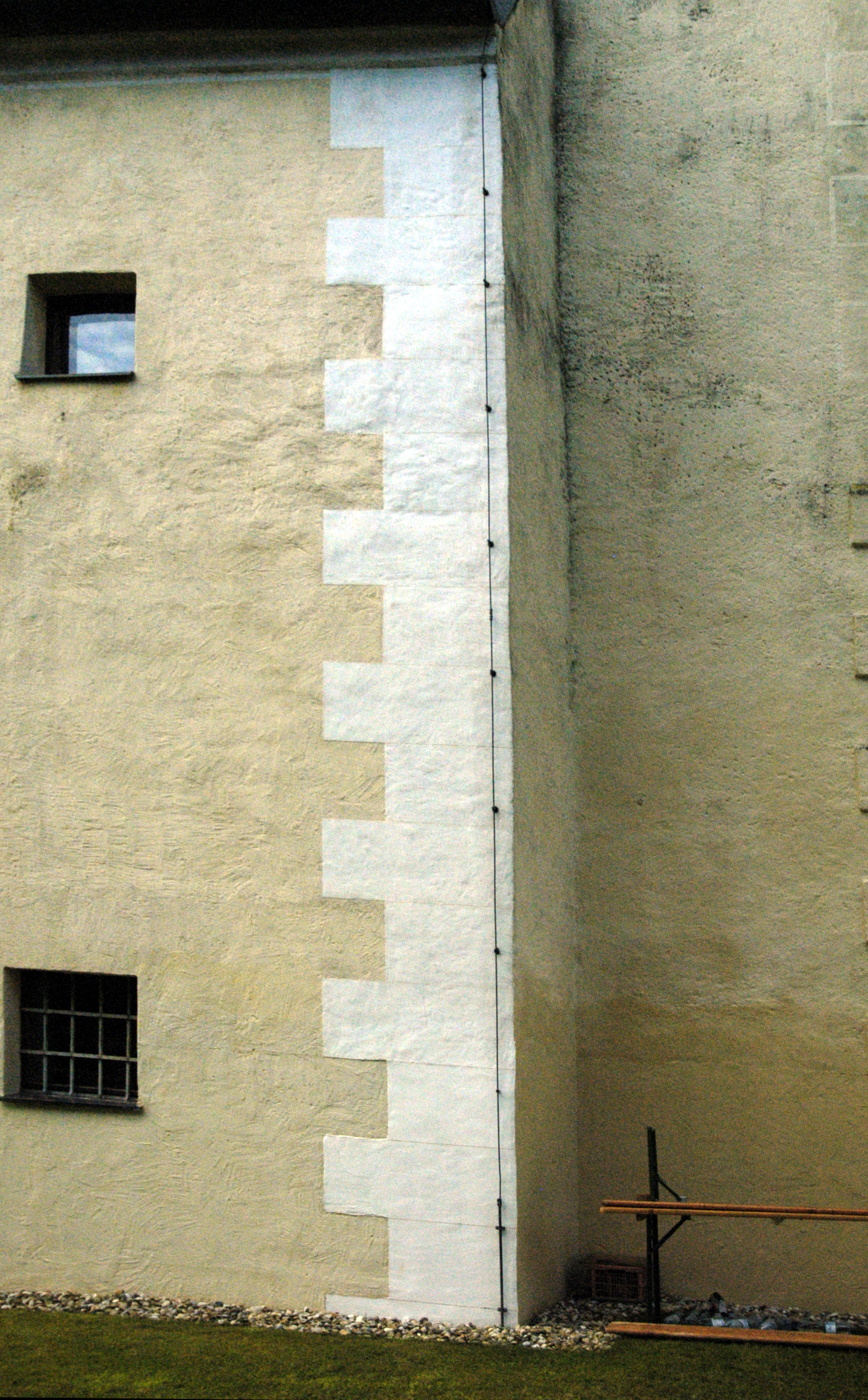
Eckquaderung aus Ritzfugen

Über dem Langhaus mit Rechteckfenstern ist ein Satteldach. An den beiden westlichen Ecken des Langhauses befinden sich geritzte Eckquaderungen. Der Chor hat zweifach abgetreppte Strebepfeiler. Die im Kern spätgotische, südliche Sakristei hat Rechteckfenster mit Faschenrahmung. Daran schließt im Westen eine Seitenkapelle mit einem niedrigeren Pultdach an.
Der im Kern mittelalterliche, vorgestellte Westturm hat ein Portal an der Westseite, zweifach abgetreppte Eckstrebepfeiler, Schlüsselscharten und rundbogige Schallfenster. Darüber befinden sich Uhrengiebel und ein Spitzhelm von 1884, der von einem Kreuz über einer Turmkugel bekrönt wird. Die drei freistehenden Enden des Kreuzes laufen in je ein dreiblättriges Kleeblatt aus.
Rechts neben dem Portal befindet sich eine rechteckige Tür, die den Zugang zur Treppe auf die Empore und den Turm erschließt.
An der Südfassade befindet sich ein Grabstein aus dem Jahre 1756, der mit „Barbara Reyhofferin“ bezeichnet ist.

### Innen

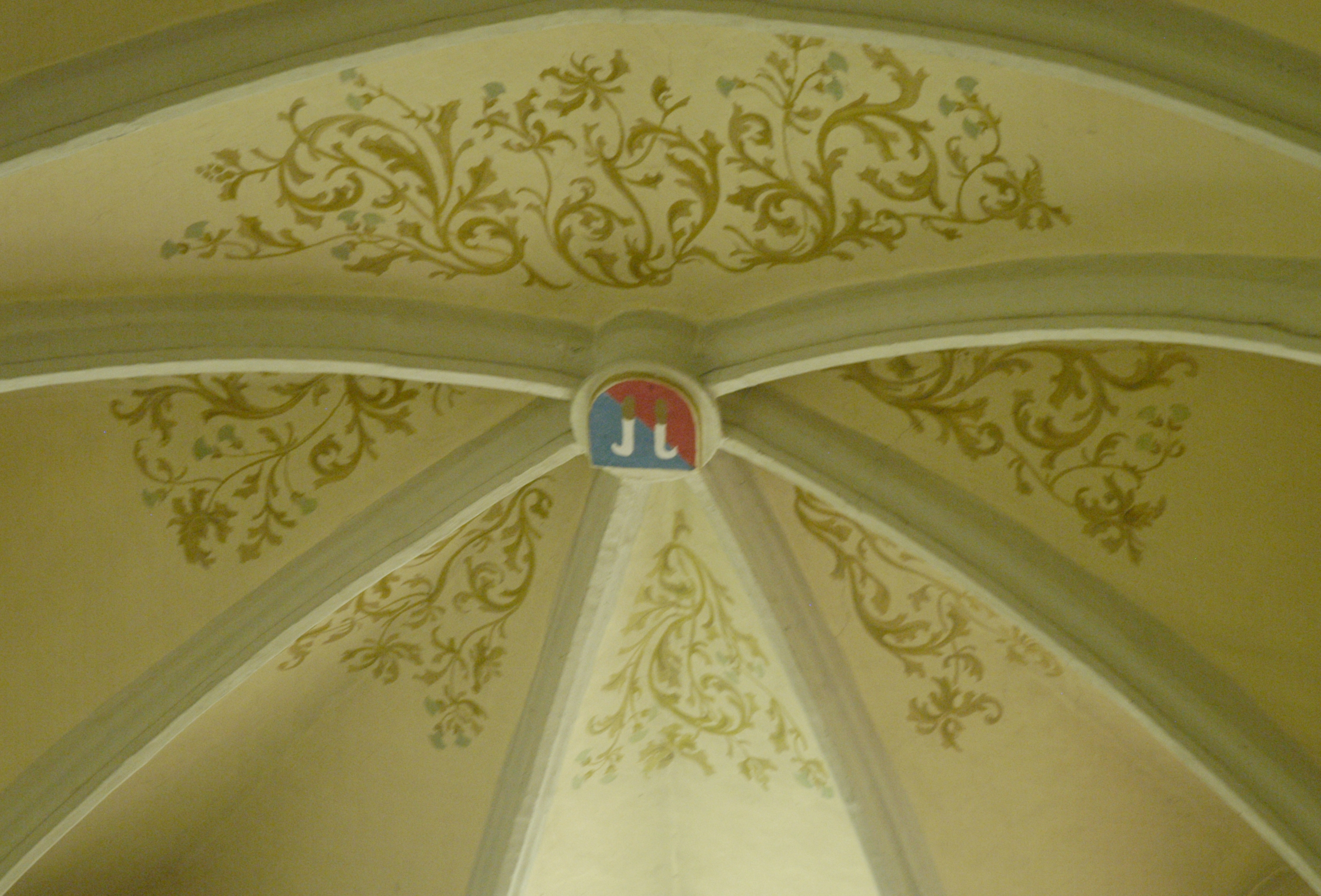
Chorgewölbe mit Wappenschlussstein „Dietrichstein“

Durch ein romanisches Rundbogenportal kommt man von einer kleinen Vorhalle im Turmerdgeschoß in das Langhaus. Das Langhaus hat eine Stichkappentonne mit angeputzten Rippen auf Konsolen. Zur angebauten Südkapelle öffnet sich ein Spitzbogenfenster mit Kleeblattmaßwerk.
Ein rundbogiger Chorbogen bildet den Übergang vom Langhaus zum Chor. An den Basen der Bogenlaibung ist je eine Grabplatte mit Kreuzrelief aus dem 18. Jahrhundert eingemauert. Die rechte Grabplatte ist mit „Georg Kharrer“ bezeichnet, die Inschrift auf der linken ist unleserlich.
Der einjochige Chor mit Fünfachtelschluss ist gleich breit wie das Langhaus. Das Gewölbe hat gekehlte Rippen auf Konsolen und Wappenschlusssteine. Der Schlussstein des Chorquadrates zeigt den Bindenschild, auf dem Schlussstein der Apsis ist das Wappen der Fürsten von Dietrichstein mit zwei Rebmessern dargestellt, in den Gewölbeflächen florale Malerei.
Ein spätgotisches Schulterbogenportal aus dem 15. Jahrhundert führt zur annähernd quadratischen Sakristei mit Kreuzrippengewölbe und Scheibenschlusssteinen. Über der Sakristei liegt das Oratorium mit barocken Stuckspiegeln.
An der Nordseite des Chorquadrates, gegenüber dem Eingang zur Sakristei, befindet sich eine Grabplatte „Anna Rueber von Puxendorf mit ihrem Kind“ aus dem Jahre 1562. Schräg darüber ist ein Rechteckfenster mit ornamentaler Glasmalerei.

## Ausstattung
Zur Einrichtung der Kirche zählen an der Chorwand ein barockes Kruzifix aus dem 18. Jahrhundert, Kreuzwegbilder aus 1873 und der Volksaltar aus dem Jahre 1967. An der nördlichen Wand des Chorquadrates hängt ein Gemälde, das die beiden Kirchenpatrone Petrus und Paulus darstellt.

### Glasfenster der Apsis
In der Apsis befinden sich drei Glasfenster. Das mittlere ist mit 1914 bezeichnet und zeigt die beiden Kirchenpatrone Petrus und Paulus. Die beiden flankierenden, seitlichen Fenster sind mit 1902 bezeichnet und haben in der Mitte je ein Medaillon, das mit Weinranken umgeben ist. Das Medaillon im linken Fenster zeigt den heiligen Leonhard und jenes im rechten den heiligen Josef mit dem Jesuskind.

### Orgel

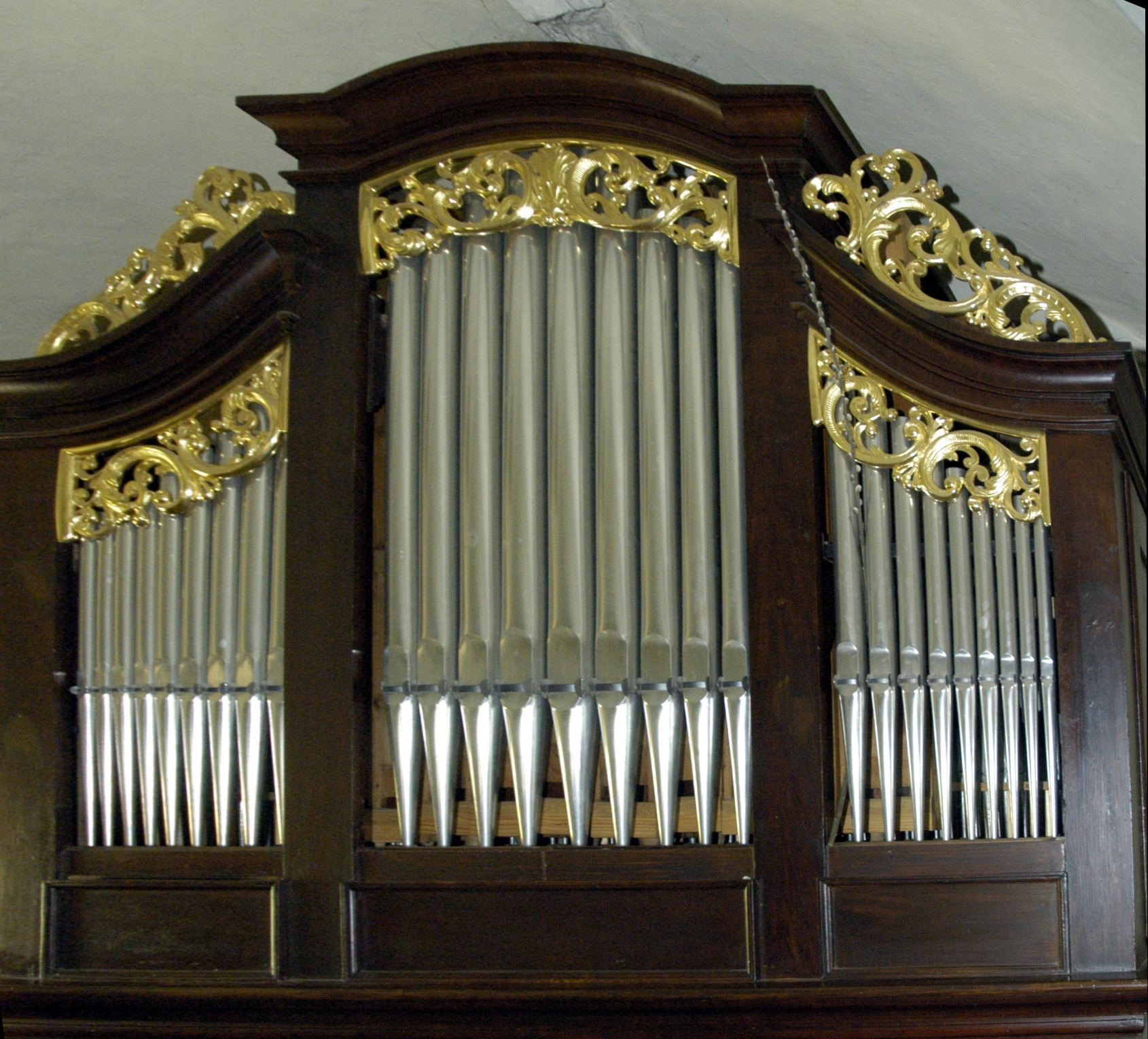
Orgelprospekt

Die Orgel stammt aus dem Jahre 1864. Franz Reusch aus Klosterneuburg schuf ein Instrument mit acht Registern. Der Prospekt wird durch Pfosten in drei Felder gegliedert. Die drei flachen Pfeifenfelder werden oben mit vergoldetem, durchbrochenem Rankenwerk abgeschlossen, das auch über den seitlichen Gehäuseteilen angebracht ist.
| Manual C–f3 |    |
| Principal   | 8′ |
| Coppel      | 8′ |
| Gambe       | 8′ |
| Octav       | 4′ |
| Octav       | 2′ |
| Mixtur II   |    |

| Pedal C–  |     |
| Subbass   | 16′ |
| Octavbass | 8′  |

- Koppeln: I/P

### Glocken

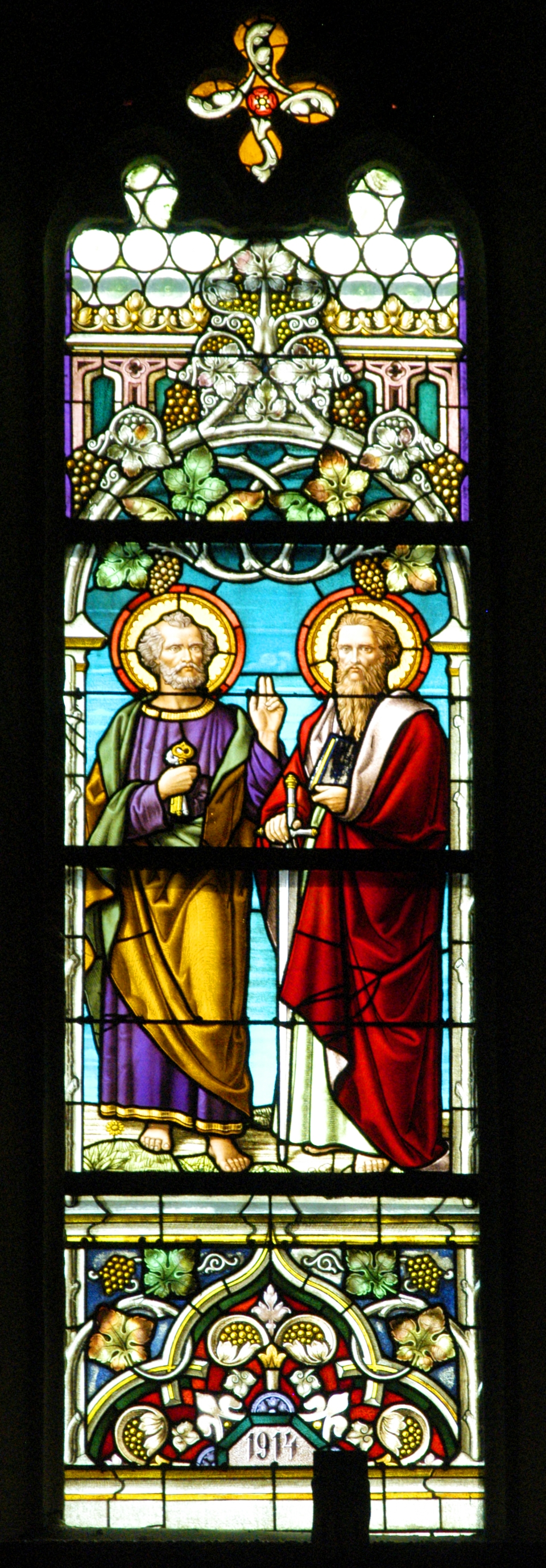
Mittleres Apsisfenster

#### Geschichte der Glocken
Die erste Eintragung in der Pfarrchronik, die Aufschluss über die Geschichte der Glocken gibt, berichtet über eine Glockenweihe, die Weihbischof Anton, Titularbischof von Helenopolis in Bithynia am 24. Oktober 1839 in Wien vorgenommen hat. Er hat damals die „zwey kleinen“ Glocken für die Kirche von Sonnberg geweiht, die aus dem Material älterer Glocken gegossen wurden, über die nichts überliefert ist. Erwähnt wird in dieser Eintragung noch eine dritte Glocke. Damit ist ab Oktober 1839 das Vorhandensein von drei Glocken überliefert:
- Die bereits vorhandene Glocke mit der Inschrift: „Franz Josef Settele hat mich gegossen in Wien Anno 1772“ und einem Gewicht von 760 österreichischen Pfund (425 kg).
- Eine neue, die dem Heiligen Florian geweiht wurde und als älteste Glocke der Kirche erhalten ist.
- Eine neue zu Ehren Maria Hilf, die kurz zuvor in Wien umgegossen worden war und 131 Pfund (73 kg) wog.

Im Jahre 1859 ist die große Glocke gesprungen und wurde umgegossen. Zusätzlich wurde eine vierte Glocke angeschafft, über die nichts überliefert ist.
Am 27. Februar 1917 wurden zwei Glocken und am 30. Juli die dritte Glocke für Kriegszwecke abgeliefert und eingeschmolzen. Nur die „Florianiglocke“ blieb erhalten. Da im Ersten Weltkrieg für Glockenmetall Entschädigung bezahlt und in einem Glockenfonds angelegt wurde, der zur Anschaffung neuer Glocken nach dem Krieg dienen sollte, war es bereits im Jahre 1920 möglich, eine zweite Glocke zu installieren. Sie wurde am 13. Juni 1920 geweiht und hatte ein Gewicht von 514 Kilogramm. Am 16. Mai 1935 erfolgte die Weihe einer kleinen Sterbeglocke.
Die beiden zuletzt angeschafften Glocken mussten am 11. Februar 1942 als „Metallspende des deutschen Volkes“ abgeliefert werden. Es gab diesmal keine Entschädigung und keinen Glockenfonds, daher dauerte es bis 1961, bis die Kirche wieder drei Glocken hatte. Die beiden neuen Glocken wurden am 14. Mai 1961 geweiht.

#### Geläute seit 1961
| Nr. | Name          | Nominal | Gewicht (kg) | Durchmesser (cm) | Material   | Klangfarbe | Klangstärke | Nachhall (sek.) | Gussjahr | Gießer   |
| --- | ------------- | ------- | ------------ | ---------------- | ---------- | ---------- | ----------- | --------------- | -------- | -------- |
| 1   | Große Glocke  | b1–2    | 336,9        | 86               | Zinnbronze | hell       | normal      | 105             | 1961     | Pfundner |
| 2   | Kleine Glocke | g2–4    | 75,9         | 50               | Zinnbronze | hell       | normal      | 55              | 1961     | Pfundner |
| 3   | Alte Glocke   | d2–4    | 198          |                  |            |            |             |                 | 1818     | Florido  |

Die große Glocke trägt die Inschrift „Reginae pacis – Parochia Sonnberg – 1961“ (Der Königin des Friedens – die Pfarre Sonnberg – 1961) und das Bild der Muttergottes, die Inschrift der kleinen Glocke lautet „Patrono morientium – Parochia Sonnberg – 1961“ (Dem Petron der Sterbenden – die Pfarre Sonnberg – 1961) und sie zeigt das Bild des Hl. Josef und die alte Glocke ist mit „Gossen in Znaim 1818 – Johann Florido“ bezeichnet und trägt Bilder der Heiligen Florian, Petrus, Paulus und Johannes der Täufer.